# Lissonotus
Lissonotus é um gênero de coleópteros da tribo Lissonotini (Cerambycinae).

## Taxonomia
- Ordem Coleoptera
  - Subordem Polyphaga
    - Infraordem Cucujiformia
      - Superfamília Chrysomeloidea
        - Família Cerambycidae
          - Subfamília Cerambycinae
            - Tribo Lissonotini
              - Gênero Lissonotus Dalman, 1817
                - Lissonotus andalgalensis Bruch, 1908
                - Lissonotus biguttatus Dalman, 1817
                - Lissonotus bisignatus Dupont, 1836
                - Lissonotus clavicornis (Olivier, 1790)
                - Lissonotus confinis Aurivillius, 1915
                - Lissonotus corallinus Dupont, 1836
                - Lissonotus cruciatus Dupont, 1836
                - Lissonotus ephippiatus Bates, 1870
                - Lissonotus equestris (Fabricius, 1787)
                - Lissonotus fallax Bates, 1870
                - Lissonotus flabellicornis (Germar, 1824)
                - Lissonotus flavocinctus Dupont, 1836
                - Lissonotus kuaiuba Martins & Galileo, 2004
                - Lissonotus nigrofasciatus Aurivillius, 1925
                - Lissonotus princeps Bates, 1870
                - Lissonotus rubidus White, 1853
                - Lissonotus rubripes Tippmann, 1960
                - Lissonotus rugosus Fuchs, 1958
                - Lissonotus simplex Bates, 1870
                - Lissonotus spadiceus Dalman, 1823
                - Lissonotus unifasciatus Gory, 1831
                - Lissonotus zellibori Tippmann, 1953